# Abdelaziz Meherzi
Abdelaziz Meherzi, né le 21 septembre 1948 à Tunis, est un acteur, dramaturge et metteur en scène tunisien. Il est le père de l'actrice Oumayma Meherzi.

## Filmographie

### Cinéma
- 1983 : Les Anges de Ridha Béhi
- 1992 : La Guerre du Golfe… et après ? de Nouri Bouzid
- 1996 : Oranges amères de Michel Such
- 1998 : Vivre au paradis de Bourlem Guerdjou
- 2001 : L'Écrivain public (court métrage) de Moez Kamoun (ar)
- 2004 : Parole d'hommes de Moez Kamoun
- 2012 : Millefeuille de Nouri Bouzid

### Télévision
- 1979 : Ayam Hayati de Mohamed Ghodhbane et Jamel Eddine Khelif
- 1990 : Amina
- 1995 : Habbouni wedalalt de Slaheddine Essid et Tahar Fazaa : Dhaw
- 1999 : Wa Yabka Al Hob de Mohamed Ghodhbane
- 2000 : Ya Zahra Fi Khayali d'Abdelkader Jerbi, Mostafa Odweni, Adem Fathi et Ridha Gaham : Atef
- 2008 : Sayd Errim d'Ali Mansour et Rafika Boujday : Taher
- 2014 :
  - Nsibti Laaziza de Slaheddine Essid et Younes Ferhi (invité d'honneur des épisodes 2, 8 et 17 de la saison 4) : Béchir
  - Naouret El Hawa de Madih Belaïd, Riadh Smaâli et Nazli Feryal Kallal : Oncle Héni, propriétaire du café
- 2015 : Le Risque de Nasreddine Shili, Salma Hobbi et Mohamed Ali Damak
- 2016-2017 : Flashback de Mourad Ben Cheikh et Rabaâ Safi : Oncle Taïeb
- 2018 : Tej El Hadhra de Sami Fehri et Saoussen Jemni (invité d'honneur des épisodes 20 et 21) : Abdelaziz, vice-doyen de la médersa Slimania
- 2019 : Théâtre de la famille d'Anouar Ayachi, Dalila Meftahi, Abdelaziz Meherzi, Mounir Ergui, Saber Hammi, Mohamed Mizyen, Mohamed Ali Cherif, Imed Ben Amara, Mohsen Ben Nfissa et Wahid Meghdiche
- 2020 : Des Juges de notre histoire d'Anouar Ayachi, Mourad Mehrzi et Ali Debb : le prince sous le règne du juge Ibn Farroukh

## Théâtre

### Comédien
- 1967 : Marichal Ammar, texte de Noureddine Kasbaoui et mise en scène d'Aly Ben Ayed

### Metteur en scène
- 2003 : Rebelote (Machki ou Aoued)[2]
- 2004 : Ah, Ah, ya Mahbouba[3]
- 2005 : Le Maréchal, texte de Noureddine Kasbaoui
- 2010 : Ghouroub
- 2011 : Chourouq (L'Aube)
- 2015 : Dhalamouni habaybi[4]
- 2018 : Wa yahlou essahar
- 2023 : Foundou

## Radio
- 2017 : La Banque nue de Mohamed Sayari et Mohamed May (série)
- 2020 : La Meilleure fleur que vous récoltez d'Imed Oueslati (série)